# Stadion Brøndby
Stadion Brøndby je nogometni stadion koji se nalazi u danskoj prigradskoj općini Brøndby (pokraj Kopenhagena) te je dom istoimenog nogometnog kluba Brøndbyja. Stadion ima nadimak Vilfort Park po danskom nogometašu i legendi kluba Kimu Vilfortu.
Izgrađen je 1965. godine s nogometnim terenom i atletskom stazom. Kada se 1982. klub domaćin Brøndby kvalificirao u prvu dansku ligu, proširen je kapacitet stadiona za dodatnih 5.000 mjesta. Nakon toga, u razdoblju od 1989. do 1990. uklonjena je atletska staza čime je dobiven prostor za postavljanje dodatnih 2.000 sjedala. Tijekom sezone 1990./91. klub je stigao do polufinala Kupa UEFA zbog čega su postavljene privremene tribine s ukupnim kapacitetom od 18.000 mjesta.
Vlasnik stadiona je do svibnja 1998. bila općina Brøndby nakon čega ga kupuje nogometni klub za 23,5 milijuna DKK dok je klupsko vodstvo dvostruko više novca potrošilo na njegovu modernizaciju. Budući da je stadion tijekom 1999. bio renoviran, Brøndby je svoje euro utakmice u Ligi prvaka igrao na Parkenu. Novi renovirani stadion bio je podvrgnut raznim infrastrukturnim i tehničkim promjenama a otvoren je 22. listopada 2000. u prvenstvenom susretu protiv AB-a kojeg je domaćin pobijedio s 4:2. Toj utakmici prisustvovalo je 28.416 gledatelja.
Rekord posjećenosti ostvaren je 18. lipnja 2003. u utakmici protiv rivala FC Københavna kada je susret pratilo 31.508 navijača.

## Tribina Faxe
Riječ je o stajaćoj tribini na koju dolaze najfanatičniji navijači kluba. 6. ožujka 2011. dobila je službeno ime Sydsiden (hrv. Južna strana). Razlog tome bilo je ime Faxe koje zaštićeno od strane danske pivovare Royal Unibrew a jer je Brøndby potpisao sponzorski ugovor s konkurentskim Carlsbergom, tribina više nije mogla nositi ime Faxe.

## Odigrane reprezentativne utakmice na stadionu
| 1. rujna 2006. 20:00                                   |                  |                           |                                                                       |
| Danska                                                 | 4:2 (produžetci) | Portugal                  | Stadion Brøndby, Brøndby Gledatelja: 13.186 Sudac: Alan Kelly (Irska) |
| Tomasson 14' Kahlenberg 21' Jørgensen 77' Bendtner 90' |                  | Ricardo Carvalho 16', 65' | Stadion Brøndby, Brøndby Gledatelja: 13.186 Sudac: Alan Kelly (Irska) |

| 19. studenog 2008. 20:15 |                  |             |                                                        |
| Danska                   | 0:1 (produžetci) | Wales       | Stadion Brøndby, Brøndby Gledatelja: 10.271 Sudac: ??? |
|                          |                  | Bellamy 77' | Stadion Brøndby, Brøndby Gledatelja: 10.271 Sudac: ??? |

| 12. kolovoza 2009. 20:15 |                  |                         |                                                                              |
| Danska                   | 1:2 (produžetci) | Čile                    | Stadion Brøndby, Brøndby Gledatelja: 8.700 Sudac: Kristinn Jakobsen (Island) |
| Schöne 63'               |                  | Paredes 61' Sánchez 69' | Stadion Brøndby, Brøndby Gledatelja: 8.700 Sudac: Kristinn Jakobsen (Island) |

| 14. kolovoza 2013. 18:45                                   |                  |      |                                                                        |
| Čile                                                       | 6:0 (produžetci) | Irak | Stadion Brøndby, Brøndby Gledatelja: 7.000 Sudac: M. Johansen (Danska) |
| Mena 8' Sánchez 22', 29' Beausejour 37', 45' Henríquez 80' |                  |      | Stadion Brøndby, Brøndby Gledatelja: 7.000 Sudac: M. Johansen (Danska) |